# National Archives and Records Administration
La National Archives and Records Administration (NARA) è un'agenzia indipendente del governo federale degli Stati Uniti d'America incaricata di conservare importanti documenti governativi e storici.
Fondata nel 1934, la sede centrale è a Washington, nel National Archives Building. Il direttore del NARA è detto Archivist of the United States.

## Funzioni
È responsabile tra l'altro per la custodia e pubblicazione di copie autenticate degli atti del Congresso, ordini esecutivi del Presidente, atti di nomina di funzionari governativi e regolamenti federali. È incaricata inoltre di trasmettere i voti del Collegio elettorale al Congresso.
L'agenzia gestisce inoltre 13 Biblioteche presidenziali dedicate alla custodia di documenti storici dei Presidenti degli Stati Uniti a partire da Herbert Hoover.